# Kiền kiền hoa nhẵn
Kiền kiền hoa nhẵn, đôi khi gọi ngắn gọn là kiền kiền hoặc sao (danh pháp khoa học: Hopea siamensis) là một loài thực vật thuộc họ Dipterocarpaceae. Loài này có ở Campuchia, Thái Lan, và Việt Nam.